# Helicolenus dactylopterus
La gallineta (Helicolenus dactylopterus), también conocida como rascacio rubio o cabrilla, es una especie de pez teleósteo de la familia Sebastidae, que se encuentra en el Océano Atlántico, desde Islandia y Noruega hasta Sudáfrica, incluido el mar Mediterráneo; y desde Canadá hasta Venezuela, incluido el sur del mar Caribe.

## Descripción
Alcanza hasta 47 cm de longitud y 1.630 g de peso, generalmente 25 cm y 465 g. Presenta cuerpo robusto, achatado, espinoso y cubierto de escamas rugosas al tacto, de color rojo, anaranjado o rosado con matices blancuzcos, flancos más oscuros, con tres o cuatro bandas transversales y mancha oscura en la parte posterior del opérculo. No tiene depresión occipital. La mandíbula inferior es más larga que la superior; el interior de la boca es de color azul oscuro; el hocico y parte inferior de la cabeza sin escamas. Tiene radios inferiores en las aletas pectorales, las cuales son simples y con una membrana interradial incompleta que los deja medio libres. Aletas dorsal y anal con la parte anterior espinosa y la posterior blanda. Tiene veinticinco vértebras. No tiene vejiga natatoria. Su esperanza de vida es de 43 años. Los radios espinosos de la aleta dorsal están unidos a glándulas venenosas y pueden producir picaduras bastante dolorosas.

## Hábitat
Vive en fondos rocosos a profundidades, preferentemente entre 200 y 650 m. Se le ha encontrado desde los 50 hasta los 1.100 metros de profundidad.

## Alimentación
Se alimenta de organismos bentónicos y pelágicos: crustáceos, peces, cefalópodos y equinodermos.

## Uso comercial

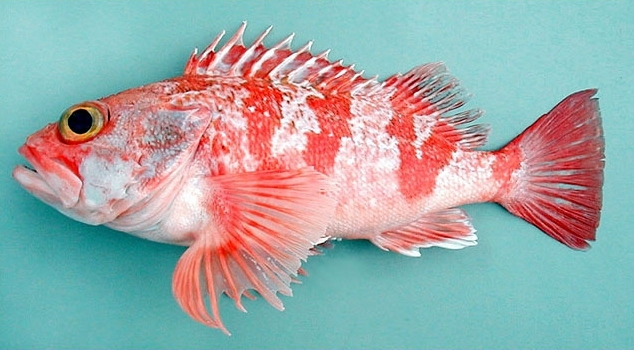
Gallineta

Es un pescado semigraso, apreciado por excelente textura, su carne es rosada, muy firme, de muy buena calidad y muy sabrosa. se comercializa fresco entero y a veces en rodajas refrigerado o congelado; se prepara frito o también hervido para obtener caldo y se considera que su cabeza da buen gusto a ciertas sopas. Es una especie común en los mercados donde se suele retirar las vísceras para que el hígado no contamine la carne.